# Герб Октябрьского наслега (Нюрбинский улус)
Герб муниципального образования сельское поселение «Октябрьский наслег» Нюрбинского района Республики Саха (Якутия) Российской Федерации.
Герб утверждён Решением Октябрьского наслежного Совета Нюрбинского района № 14-2 от 27 мая 2009 года.
Герб внесён в Государственный геральдический регистр Российской Федерации под регистрационным номером 6609.

## Описание герба
«В нитевидно пересечённом серебром наподобие раскрытой книги лазоревом и зелёном поле с узкими берестяными (серебряными с неровными черными штрихами) краями золотой чорон (ритуальный сосуд для питья кумыса), сопровождаемый вверху серебряным безантом, внизу двумя золотыми головками пшеничных колосьев, положенными накрест».